# Gromin
Gromin dawniej Gromino – wieś w Polsce położona w województwie mazowieckim, w powiecie pułtuskim, w gminie Pułtusk. Ma status sołectwa.
Przez Gromin przepływa rzeka Przewodówka.
W latach 1975–1998 miejscowość administracyjnie należała do województwa ciechanowskiego.
W Grominie funkcjonuje Ochotnicza Straż Pożarna.
W Grominie posiadał grunty Mikołaj Zieleński, kompozytor, organista i kapelmistrz na dworze prymasa Polski Wojciecha Baranowskiego nadane w 1604.